# Gierłachowo (powiat rawicki)
Gierłachowo – wieś w Polsce położona w województwie wielkopolskim, w powiecie rawickim, w gminie Bojanowo.

## Położenie
Gierłachowo położone jest niedaleko Goliny Wielkiej, Golinki i Kawcza, w odległości 5 km od Bojanowa.

## Historia
Miejscowość pierwotnie związana była z Wielkopolską. Ma metrykę średniowieczną i istnieje co najmniej od końca XIV wieku. Wymieniona w 1393 pod nazwą Girlachowo, 1395 według kopii z 1416 Gerlachowo, 1485 Gyerlachowo, 1502 Gyerlaschouo.
Miejscowość była wsią prywatną należącą do lokalnej szlachty wielkopolskiej: Goleckich, Siekowskich, Ponieckich, Pampowskich oraz Gierłachowskich, którzy od nazwy wsi utworzyli swoje odmiejscowe nazwisko. W 1469 miejscowość leżała w powiecie kościańskim Korony Królestwa Polskiego. W 1566 należała do parafii Zakrzewo.
W 1393 właścicielem wsi był Piotr Gierłachowski. Według dokumentu datowanego na 1396, znanego z kopii sporządzonej w 1416, nastąpił podział dóbr pomiędzy Dziersławem z Goliny Wielkiej, a jego siostrzeńcami Janem Kowalem, Piechnikiem, Gniewomirem i Dziersławem dziedzicami z Goliny Wielkiej. Dziersław otrzymał dwie części Gierłachowa, a Jan z braćmi trzecią część wsi. W 1449 Mikołaj z Konarzewa dał w działach swoim braciom Czarnkowo wraz z Konarzewem i Gierłachowem. W 1469 Dziersław z Goliny Wielkiej ze stryjami oraz wujami sprzedał swej matce Małgorzacie Gierłachowskiej 5 łanów osiadłych w Konarzewie oraz czwartą część połowy Gierłachowa za 60 grzywien z zastrzeżeniem prawa wykupu. W 1476 Michał Gierłachowski kupił od Małgorzaty połowę Konarzewa oraz czwartą część Gierłachowa za 170 grzywien. W 1480 Maciej Gierłachowski zapisał żonie Helenie po 70 grzywien posagu i wiana na połowie należnej mu z działów z bratem w Gierłachowie oraz na 3 łanach osiadłych w Konarzewie. W 1496 Marcin Poniecki sprzedał Sędziwojowi Siekowskiemu całą wieś Gierłachowo i 3 łany osiadłe w Konarzewie za 60 grzywien z zastrzeżeniem prawa wykupu.
W 1514 bracia Andrzej i Bartłomiej z Konarzewa pozwali braci Jana, Wojciecha i Feliksa oraz Mikołaja Zawadzkiego z Goliny o rozgraniczenie wsi Goliny, Gierłachowa oraz Konarzewa. Przy okazji procesu sądowego opisane zostały granice okolicznych wsi. Kopiec narożny ustawiony na łące zwanej Klin w gaju dzielił Konarzewo i Gierłachowo. Dąb z naciosami stojący na łące zwanej Kłopotne dzielił te dziedziny, a granica szła przez gaj, las i bór. Kolejny kopiec narożny dzielił także dziedziny Łaszczyn, Konarzewo i Golina. W 1540 nastąpił podział dóbr pomiędzy braćmi Pampowskimi: Ambroży Pampowski otrzymał miasto Poniec wraz z przynależnościami w tym m.in. wieś Gierłachowo, która została odnotowana jako miejscowość opustoszała.

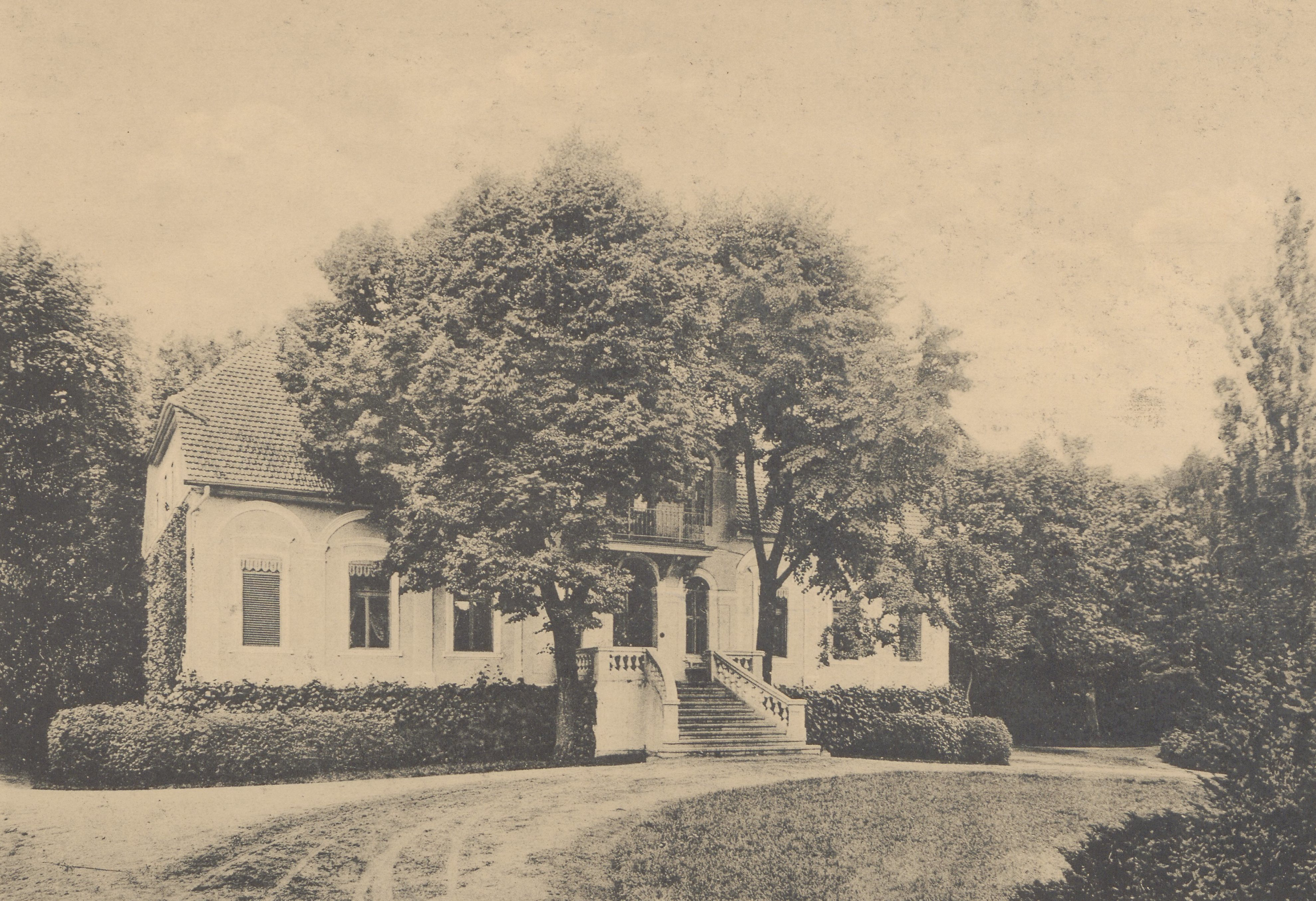
Widok dworu przed 1912

W I połowie XVII wieku napłynęło tu sporo ludności śląskiej, uciekinierów – ewangelików. W 1631 roku Gierłachowo miało 73 mieszkańców, około 1676 roku – 128, w 1717 roku – 53, a w 1789 roku 86 mieszkańców. W XVIII wieku Gierłachowo należało do Przyjemskich i na krótko do Skaławskich. W miejscowości zachował się XIX wieczny folwark. Najstarszym zachowanym obiektem znajdującym się w nim jest dom mieszkalny nr 17 z 1856 roku. Pozostałe obiekty powstały, gdy właścicielami Gierłachowa była rodzina Modlibowskich.
W wyniku II rozbioru Rzeczypospolitej w 1793, miejscowość przeszła w posiadanie Prus i jak cała Wielkopolska znalazła się w zaborze pruskim. W okresie Wielkiego Księstwa Poznańskiego (1815–1848) miejscowość wzmiankowana jako Gierlachowo należała do wsi większych w ówczesnym pruskim powiecie Kröben (krobskim) w rejencji poznańskiej. Gierlachowo należało do okręgu bojanowskiego tego powiatu i stanowiło odrębny majątek, którego właścicielem był wówczas dr Tschersnitz. Według spisu urzędowego z 1837 roku wieś liczyła 125 mieszkańców, którzy zamieszkiwali 17 dymów (domostw).
Stanisław Modlibowski przejął dobra gierłachowskie z rąk niemieckich w 1869 roku. Dwór powstał w II połowie XIX wieku (1850–1860). Zespół folwarczny w końcu XIX wieku obejmował 1106 mórg ziemi. Na terenie folwarku mieściła się mleczarnia. Właściciel folwarku w Gierłachowie był też w posiadaniu folwarku w Golince. Dane z 1910 roku informują, że właścicielem był Stanisław Modlibowski. Hodował on wówczas bydło czystej rasy simentalskiej, ogólnoużytkowej. W 1926 roku właścicielem był Józef Modlibowski. W folwarku nadal czynna była mleczarnia. Przed II wojną światową mleczarnia została zlikwidowana, a mleko przekazywano do mleczarni w Bojanowie.
W latach 30. XX wieku Gierłachowo było własnością Urbanowskich.
W latach 1975–1998 miejscowość administracyjnie należała do województwa leszczyńskiego.

## Obecnie
We wsi znajduje się były PGR, należący do Zakładu Hodowli Zarodowej Zwierząt „Żołędnica” oraz 9 rolników indywidualnych. Wioska zabudowana jest tylko z jednej strony (rzędówka), posiada drogę asfaltową, wodociąg i jest stelefonizowana. Gierłachowo należy do Parafii NSJ w Bojanowie. Przy drodze stoi krzyż i kapliczka Matki Boskiej.
W wiosce są 22 numery domów mieszkalnych, w tym bloki czterorodzinne.